# Elvis Presley (album)
Albums de Elvis Presley
Elvis
(1956)
Elvis Presley est le premier album du chanteur américain Elvis Presley. Sorti en mars 1956 par la compagnie RCA Victor (LPM-1254), il a atteint la première position au Billboard au mois de mai de la même année. Finalement, le nombre d’exemplaires vendus dépassa le cap du million et l’album devint disque d’or. Sept des chansons avaient été enregistrées lors des premières sessions du chanteur avec RCA, en janvier 1956. Les cinq autres provenaient de bandes récemment acquises par RCA, produites en 1954 & 1955 au studio Sun.

## Liste des chansons
| 1. | Blue Suede Shoes               | Carl Perkins                             | 1:58 |
| 2. | I’m Counting On You            | Don Robertson                            | 2:22 |
| 3. | I Got a Woman                  | Ray Charles                              | 2:23 |
| 4. | One-Sided Love Affair (en)     | Bill Campbell                            | 2:10 |
| 5. | I Love You Because (song) (en) | Leon Payne                               | 2:41 |
| 6. | Just Because (en)              | Sydney Robin / Bob Shelton / Joe Shelton | 2:31 |

| 1. | Tutti Frutti                                | Dorothy LaBostrie / Richard Penniman  | 1:57 |
| 2. | Trying To Get To You (en)                   | Charlie Singleton                     | 2:31 |
| 3. | I'm Gonna Sit Right Down and Cry (Over You) | Howard Biggs / Joe "Cornbread" Thomas | 2:01 |
| 4. | I’ll Never Let You Go (Little Darlin’)      | Jimmy Wakely                          | 2:22 |
| 5. | Blue Moon                                   | Lorenz Hart / Richard Rodgers         | 2:40 |
| 6. | Money Honey                                 | Jesse Stone                           | 2:33 |

## Sessions

### Memphis, 1954
I Love You Because; Blue Moon; I’ll Never Let You Go (Little Darlin’); Just Because.
Studio Sun, Memphis, Tennessee. Nous sommes le 5 juillet 1954, en soirée, et Elvis Presley, accompagné de Scotty Moore à la guitare et Bill Black à la contrebasse, n’a pas encore enregistré That's All Right (SUN 209), qui se fera un peu plus tard ce soir-là. Outre le R&B, le blues, le gospel et le C&W, le chanteur a aussi un autre genre musical dans le sang : la ballade sentimentale. Une de ses idoles est d’ailleurs Dean Martin. Parmi les chansons de ce répertoire, Harbor Lights, un tube pour Bing Crosby en 1950, et I Love You Because, un country de Leon Payne que Presley chante d’une façon plus pop que country, sont enregistrées. Sam Phillips, réalisateur du studio et propriétaire de la Sun Records, n’est pas très impressionné par ce qu’il entend. Cinq prises sont enregistrées pour I Love You Because, mais la chanson restera inédite pendant presque deux années. Pour son inclusion dans l’album Elvis Presley, on utilisera une version éditée, soit une partie de la prise #3 et une autre de la prise #5. Plusieurs années plus tard, la prise #2 sera disponible sur la compilation Elvis – A Legendary Performer, Vol. 1 (1974) et toutes les prises seront incluses dans l’album The Complete Sun Sessions (1987). Le 6 juillet, ou quelques jours plus tard, selon les sources, est enregistrée la chanson Blue Moon Of Kentucky (SUN 209), qui deviendra la face B du simple That’s All Right. Le 19 août, une session ne produit qu’une seule chanson, Blue Moon, vieux standard de jazz écrit par le tandem Rodgers et Hart (le 6 juillet, ils s’essayèrent une première fois avec la chanson, mais rien de satisfaisant ne sortit de l’exercice). Presley utilise ici un falsetto entre les couplets (technique qu’il utilisera rarement), en omettant le couplet qui sert habituellement de pont (la partie « And then there suddenly appeared before me… »). Le trio n’a encore personne à la batterie : Presley suit le rythme avec le dos de sa guitare. À la suite de sa sortie sur l’album et en simple en 1956, la prestation de Presley choquera quelques critiques et fans de jazz, et certains crieront au sacrilège. Même Rodgers essaiera de convaincre les stations de radio de ne pas jouer la version de Presley. Le 10 ou le 11 septembre, on enregistre Tomorrow Night, I Don’t Care If The Sun Don’t Shine (SUN 210), Satisfied, Good Rockin’ Tonight (SUN 210), I’ll Never Let You Go (Little Darlin’) et Just Because. I’ll Never Let You Go (Little Darlin’) est une chanson de Jimmy Wakely (1941), chantée dans le même style que I Love You Because, sauf pour les 16 dernières mesures, le trio ayant, sans prévenir, changé de rythme en doublant le tempo. Just Because, originellement un country & western des Shelton Brothers, devient ici un rockabilly. En novembre ou en décembre sont enregistrées les chansons Milkcow Blues Boogie et You’re a Heartbreaker (toutes les deux, SUN 215).

### Memphis, 1955
Trying To Get To You.
Toujours accompagné de Scotty Moore et de Bill Black (et parfois de Jimmie Lott ou de Johnny Bernero à la batterie), Elvis Presley enregistre, au cours de 1955, les chansons suivantes : Baby, Let’s Play House (SUN 217), I’m Left, You’re Right, She’s Gone (SUN 217), I Forgot To Remember To Forget (SUN 223), Mystery Train (SUN 223)… Durant la session qui produisit les deux dernières de cette liste, Trying To Get To You, chanson R & B d’un groupe obscur de Washington, D.C., les Eagles (1954), est enregistrée pour une deuxième fois. Une première tentative a été mise sur ruban en février sans résultat satisfaisant. Cette fois, on juge que cette version est la bonne, la passion et une certaine atmosphère de joie étant au rendez-vous, et Philips considère même l’employer pour le prochain simple de Presley. Le trio est ici augmenté de Johnny Bernero à la batterie et un autre musicien plaque des accords au piano, musicien que l’on croit aujourd’hui être Presley lui-même. On tente plus tard d’enregistrer la chanson When It Rains, It Really Pours, un blues, pour qu’elle se retrouve en face B du futur simple. Durant une pause, Philips annonce à Presley qu’il a vendu son contrat. On ne poursuit pas la session, le cœur n’y étant plus. Toutes les chansons enregistrées au studio de la Sun sont transférées dans les voûtes de RCA. Celle-ci réédite les simples et compte bien utiliser les chansons qui n’ont pas encore fait l’objet d’une sortie.

### Nashville, 1956
I Got A Woman; Money Honey; I’m Counting On You.
10 janvier: Nouvelle compagnie pour le chanteur, nouveau studio, anciens et nouveaux musiciens (outre Moore et Black, sont ajoutés Chet Atkins à la guitare, D.J. Fontana à la batterie, Floyd Cramer au piano, Gordon Stocker, Ben et Brock Speer pour les accompagnements vocaux et Steve Sholes à la réalisation, avec l’aide de Atkins). Les attentes sont grandes, la tension est palpable dans le studio de Nashville. Que va produire ce jeune homme aux folles allures? Mais peut-être que le seul à être sûr de lui et être vraiment excité était Presley lui-même. I Got A Woman, une chanson de Ray Charles, faisait déjà partie intégrante des concerts de Presley, Moore et Black au cours de l’année 1955 et on avait même tenté un enregistrement chez Sun. L’énergie est au rendez-vous.  On enregistre plusieurs prises de la chanson, jusqu’au moment où Presley est totalement satisfait. On peut passer à la prochaine chanson : Heartbreak Hotel, chanson écrite par Mae Axton et Tommy Durden qui deviendra le premier simple du chanteur pour RCA (47-6420). Puis vient Money Honey, un R & B composé par Jesse Stone et précédemment interprété par Clyde McPhatter et les Drifters en 1953. Tout comme I Got A Woman, cette chanson a déjà fait partie de leur répertoire pour la scène. Le lendemain, on enregistre deux ballades, à la demande de Sholes, I Was The One, qui se retrouvera en face B de Heartbreak Hotel, et I’m Counting On You, mi-doo-wop, mi-country. Cette dernière est composée par Don Robertson, entamant une longue collaboration entre le compositeur et le chanteur.

### New York, 1956
Blue Suede Shoes; One-Sided Love Affair; I’m Gonna Sit Right Down And Cry (Over You); Tutti Frutti
Le 30 janvier, à la demande de Steve Sholes, on enregistre Blue Suede Shoes, de Carl Perkins, autre poulain de Sun Records. Sa version vient de paraître et commence à faire du bruit. Après quelques prises, le chanteur confie à Sholes qu’il ne peut faire mieux que Perkins. Pourtant, la chanson, avec son rythme plus rapide et son introduction plus dynamique, deviendra au cours des années plus synonyme d’Elvis Presley que de Carl Perkins. Néanmoins, la version de Perkins grimpera jusqu’à la première position des charts country du Billboard et atteindra la 2e position des charts pop (Heartbreak Hotel de Presley n’a pas encore atteint les sommets des palmarès). Ce qui causera tout un émoi chez les gens de RCA et Steve Sholes lui-même se demande s’il a engagé le bon artiste. Blue Suede Shoes sera incluse dans quelques-unes des apparitions de Presley à la télévision nationale : « Stage Show » (2 février 1956); « Stage Show » (17 mars 1956); « Milton Berle Show » (3 avril 1956). La prochaine chanson à être enregistrée est My Baby Left Me, d’Arthur « Big Boy » Crudup, qui se retrouvera en face B du simple I Want You, I Need You, I Love You (RCA 47-6540). Interprétée dans un style honky-tonk, One Sided-Love Affair est une autre des chansons que Sholes a suggérées au chanteur. Cette fois, Shorty Long remplace Floyd Cramer au piano. Puis on s’attaque à une autre chanson de Crudup, So Glad You're Mine, qui ne paraîtra que sur le second album d’Elvis Presley de 1956, Elvis. Le lendemain, I’m Gonna Sit Right Down And Cry (Over You), une chanson de Roy Hamilton (1954), est immortalisée sur ruban, ainsi que Tutti Frutti, chanson de Little Richard. Le 3 février sont enregistrées les chansons Lawdy, Miss Clawdy et Shake, Rattle And Roll.